# Ido
Ido er et kunstsprog fra 1907, som var tænkt som en reform af esperanto.

## Forhistorien
Den franske filosof og matematiker Louis Couturat (1868-1914) gik ind for ideen om et kunstsprog som et fælles sprog til international kommunikation, men syntes, at valget af sprog ikke skulle overlades til tilfældighederne. Han samlede derfor en række repræsentanter fra forskellige selskaber og institutioner til at vælge en komite til at vælge det bedste sprog.
Komiteen som mest bestod af videnskabsfolk, heriblandt den kendte danske lingvist Otto Jespersen, mødtes i Paris i oktober 1907. Skaberne af forskellige kunstsprog var inviteret for at de skulle fremlægge deres respektive projekter for komiteen. L.L. Zamenhof, skaberen af esperanto, kunne ikke møde, men sendte i stedet Louis de Beaufront til at repræsentere sig. Komiteen foretrak et sprog, som så vidt muligt var konstrueret ud fra hvad de vesteuropæiske sprog har til fælles, og således i komiteens øjne var internationalt. Snart tegnede der sig to mulige kandidater: esperanto og idiom neutral. Komiteen fandt imidlertid ingen af dem helt tilfredsstillende.

## Ido præsenteres
En mødedag modtog komiteen et anonymt forslag til en reform af esperanto. Forfatteren havde brugt pseudonymet Ido. Det er et ord og suffiks på esperanto som betyder unge, afkom eller efterkommer. Reformen ville give esperanto et mere vesteuropæisk udseende. Komiteen gennemgik forslaget punkt for punkt og var positiv overfor størstedelen af det. Komiteen opfattede forslaget som et godt kompromis som alle inkl. esperantisterne ville kunne gå ind for. Komiteens møder blev afsluttet den 24. oktober 1907 med en enstemmigt vedtaget resolution som sagde at de i princippet havde udvalgt esperanto, men under betingelse af at det blev reformeret som foreslået, om muligt i samarbejde med esperantisternes egen sprogkomite.

## Splittelse i esperantobevægelsen
Det skulle imidlertid snart vise sig at ikke alle esperantister var indstillet på nogen reform af deres sprog. I stedet kom der en alvorlig krise i esperantobevægelsen. Det nye ido-projekt tiltrak især lingvister, mens de fleste almindelige brugere af esperanto havde lært sproget for at bruge det og ikke ønskede ændringer. Det blev sagt, at esperantisterne var en hær uden generaler, og idisterne generaler uden en hær. Der var i mange år derefter en bitter strid mellem idister og esperantister som tit ikke var på talefod.

## Idos tilbagegang
Antallet af tilhængere af ido faldt gradvis over de næste årtier. Blandt årsagerne hertil nævnes ofte:
- Couturats død ved en bilulykke i 1914. Couturat ledede ido-bevægelsen til sin død.
- Manglen på international kommunikation under 1. verdenskrig.
- Fortsatte reformer af idos struktur, grammatik og ordforråd gjorde at man jævnligt skulle genlære sproget.
- Fremkomsten af nye, endnu mere vestligt orienterede sprogprojekter. Især occidental fra 1922, og Otto Jespersens novial fra 1928.

## Ido i dag
Der er fortsat en mindre ido-bevægelse i dag. Anslagene over antallet af ido-talende varierer fra 2.000 til 5.000. Der findes en ido-udgave af wikipedia som har over 30.000 artikler (primo 2021).

## Hvem var den anonyme Ido?
Den anonyme skaber af ido-projektet med pseudonymet Ido regnes normalt at være Beaufront, Zamenhofs repræsentant ved komiteen og ledende esperantist i Frankrig siden 1888. Han blev derfor af esperantisterne regnet som en forræder der spillede dobbeltspil.
Der er imidlertid også nogle der hævder at det var Couturat selv som skabte ido, evt. i samarbejde med Beaufront og måske andre esperantister.
Under alle omstændigheder synes der at have foregået fordækte ting og manipulationer i forbindelse med komiteens arbejde.